# جيرالد شرودر
جيرالد شرودر (بالإنجليزية: Gerald Schroeder) (و. – م) هو فيزيائي، وعالم نووي من الولايات المتحدة الأمريكية . ولد في إسرائيل .

## التعليم
تعلم في معهد ماساتشوست للتكنولوجيا